# گیلبرت گلیدن
گیلبرت گلیدن (انگلیسی: Gilbert Glidden; ۱۵ دسامبر ۱۹۱۵ – اکتبر ۱۹۸۸ (age 72)) بازیکن فوتبال اهل بریتانیا بود.
از باشگاه‌هایی که در آن بازی کرده‌است می‌توان به باشگاه فوتبال ردینگ، باشگاه فوتبال اورتون، باشگاه فوتبال منچستر یونایتد، باشگاه فوتبال پورت ویل، باشگاه فوتبال ساندرلند، و باشگاه فوتبال لیتون اورینت اشاره کرد.
وی همچنین در تیم ملی فوتبال England Schoolboys بازی کرده‌است.